# 1999年バレーボール女子アジア選手権
1999年バレーボール女子アジア選手権(The 10th Asian Women's Volleyball Championship)は、1999年9月21日から9月26日までの期間において、香港で開催された第10回バレーボールアジア選手権女子大会。
9か国が参加。中国が7大会連続8回目の優勝を達成。上位2か国である中国と韓国はワールドカップ1999の出場権を獲得（日本は開催国枠で出場）。

## 最終結果
| 順位 | 国                   |
| ---- | -------------------- |
| 1    | 中国                 |
| 2    | 韓国                 |
| 3    | 日本                 |
| 4    | タイ                 |
| 5    | チャイニーズタイペイ |
| 6    | オーストラリア       |
| 7    | ウズベキスタン       |
| 8    | 香港                 |
| 9    | カザフスタン         |